# برنارد ك. ماكدونل
برنارد ك. ماكدونل (بالإنجليزية: Bernard C. McDonnell)‏ هو سياسي أمريكي، ولد في 1911، وتوفي في 1 أغسطس 1959. حزبياً، نشط في الحزب الديمقراطي. وقد انتخب عضو جمعية ولاية نيويورك.